# Henri Caroine
Henri Caroine, né le 7 septembre 1981, est un footballeur international tahitien.

## Carrière
En 2012, Caroine remporte le championnat de Polynésie française avec l'AS Dragon. Peu de temps après, il est retenu pour jouer la coupe d'Océanie 2012 avec son pays. À part le premier match contre les Samoa qu'il fait sur le banc, il joue tous les autres matchs de la compétition et remporte la Coupe d'Océanie avec son pays.

## Palmarès
- Champion de Polynésie française en 2012 avec l'AS Dragon
- Vainqueur de la Coupe d'Océanie en 2012 avec l'équipe de Tahiti